# Firestone Country Club
De Firestone Country Club is een countryclub in Akron, Ohio.
De club werd in 1929 opgericht en was bestemd voor de werknemers van Firestone Tire and Rubber Company. Er zijn drie 18 holes golfbanen, de Oostbaan, de Westbaan en de Zuidbaan, waar de nationale toernooien worden gespeeld. De Zuidbaan, nu ook wel The Monster genoemd, aangelegd door Bert Way, is de oudste baan. Hij werd op 10 augustus 1929 door Harvey Firestone geopend door een bal van de eerste tee te slaan. Later werden door Robert Trent Jones grote veranderingen aangebracht en vijftig bunkers toegevoegd. De Noordbaan opende in 1969. Hier werd in 1976 de American Golf Classic gespeeld en in 1994 de World Series of Golf. Trent Jones ontwierp deze baan. De Westbaan opende in 1989. Hier wordt het Ohio Senior Open gespeeld.

## Toernooien
- The Rubber City Open: 1954-1959
- PGA Championship: 1960, 1966, 1975
- American Golf Classic: 1961-1965, 1967-1974 & 1976
- WGC - NEC Invitational: 1999, 2000, 2001, 2003, 2004, 2005
- WGC - Bridgestone Invitational: 2006, 2007, 2008, 2009, 2010, 2011, 2012, 2013, 2014